# Dactylobiotus luci
Espèce
Dactylobiotus luci est une espèce de tardigrades de la famille des Murrayidae.

## Distribution
Cette espèce est endémique d'Ouganda. Elle se rencontre vers 4 017 m d'altitude dans les monts Rwenzori.

## Étymologie
Cette espèce est nommée en l'honneur de Luc Lens.

## Publication originale
- Kaczmarek, Michalczyk & Eggermont, 2008 : Dactylobiotus luci, a new freshwater tardigrade (Eutardigrada: Macrobiotidae) from the Rwenzori Mountains, Uganda. African Zoology, vol. 43, no 2, p. 150-155.